# بوبان لازيتش
بوبان لازيتش (بالهولندية: Boban Lazić)‏ مواليد 29 يناير 1994 في فوردن، هولندا، هو لاعب كرة قدم هولندي. يلعب في مركز الوسط. مثّل منتخب هولندا لكرة القدم فئة الشباب.

## المسيرة الاحترافية

### أندية لعب لها
- أياكس أمستردام
- شباب أياكس
- نادي أولمبياكوس
- بي إي سي زفوله
- في في في فينلو

## روابط خارجية
- بوبان لازيتش على موقع الاتحاد الأوربي (الإنجليزية)
- بوبان لازيتش على موقع قاعدة بيانات كرة القدم.إي يو (الإنجليزية)
- بوبان لازيتش على موقع Soccerway.com (الإنجليزية)
- بوبان لازيتش على موقع AS.com (الإسبانية)